# Боечин, Алексей Фёдорович
Алексей Фёдорович Боечин — советский хозяйственный, государственный и политический деятель, полковник госбезопасности.

## Биография
Родился в 1898 году в Одессе. Член ВКП(б) с 1920 года.
С 1913 года — на хозяйственной, общественной и политической работе. В 1913—1959 гг. — токарь на ряде заводов, участник Гражданской войны, преподаватель-обществовед Объединённой военной школы им. ВЦИК, заведующий сектором пропаганды культпропа МК ВКП(б), секретарь парткома Химического комбината им. Сталина, в ГУГБ НКВД СССР, начальник УНКВД Курской области, начальник Сегежского ИТЛ и Сегежстроя НКВД, в системе ГУЛАГ, начальник Управления спецлага № 283 НКВД, начальник Управления ИТЛ комбината № 9 МВД, строительства Омского нефтеперерабатывающего завода, заместитель начальника управления Министерства среднего машиностроения СССР, нач. Упр. строительства «рудника» и Гагаринского лаг. отд-я Главпромстроя МВД.
По другим данным с 28 декабря 1941 года — начальник Грязовецкого спецлагеря.
С 24 февраля 1943 года — начальник Управления Подмосковных лагерей.
На 1 марта 1943 года — начальник лагеря № 283.
1950 — начальник УИТЛ и строительства «Омскстрой» ГУЛПС МВД.
17 августа 1954 года — начальник строительства рудника Главпромстроя.
С 12 августа 1955 года отчислен из МВД в связи с зачислением в кадры CA.
Избирался депутатом Верховного Совета РСФСР 1-го созыва.
Умер после 1959 года.